# Gara Skopje
Gara Skopje (macedona: Железничка станица Скопје) este cea mai importanta gara a capitalei Macedoniei de Nord, Skopje. Toate conexiunile de trafic local și pe distanțe lungi încep din aceasta gara. Operatorul este compania de infrastructură feroviară de stat, Makedonski Železnici Infrastruktura (MŽI).

## Locație geografică
Stația formează limita de district între părțile orasului Centar și Aerodrom, la est de centrul orasului. Sistemele feroviare sunt într-un nivel ridicat. Stația de autobuz este situată la nivelul inferior, de unde sunt oferite numeroase conexiuni interne și internaționale în fiecare zi.

## Istorie

### Gara veche

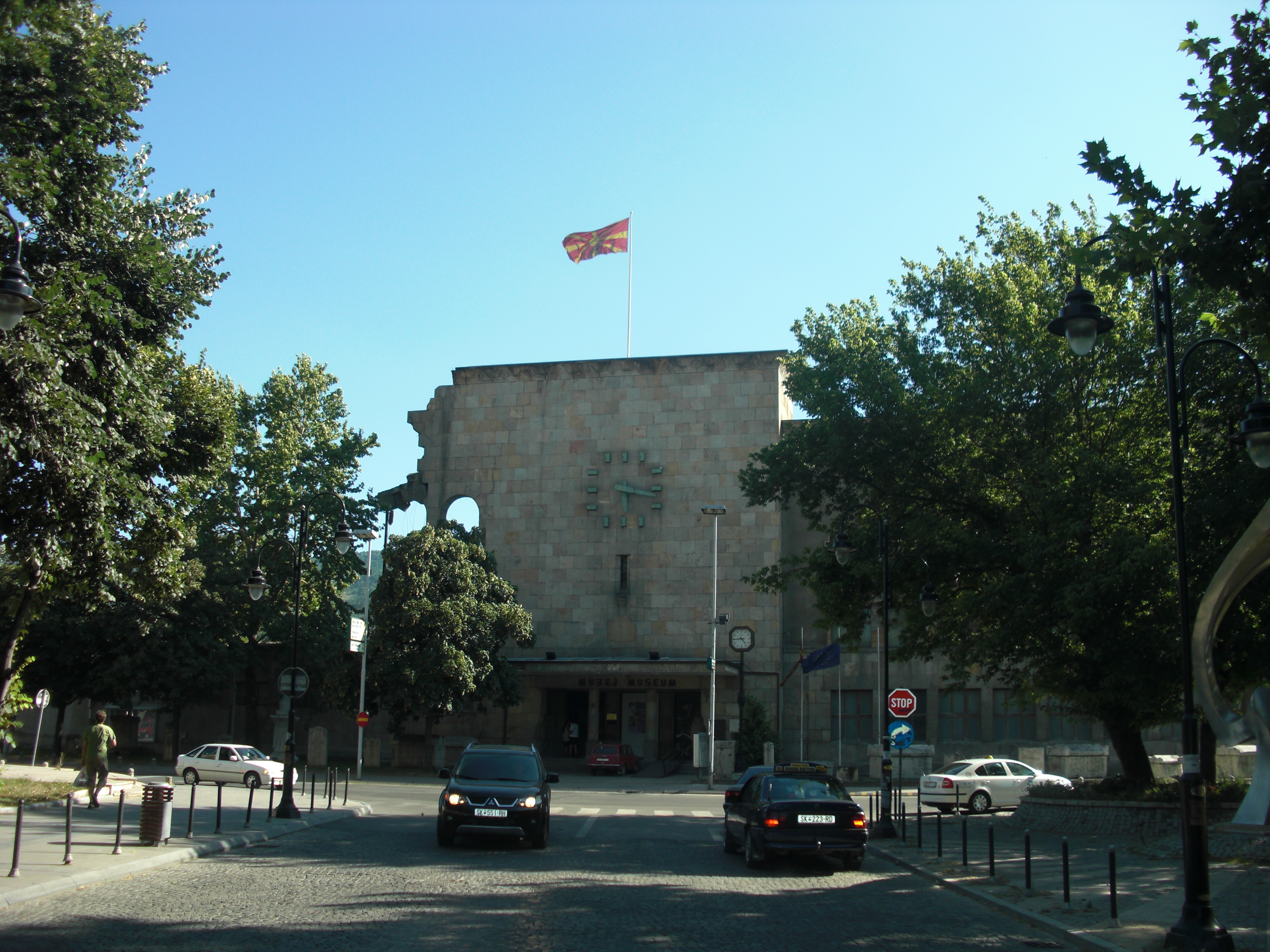
Fosta clădire de recepție a vechii gări

Vechea gară Skopje se afla la sud-vest de centrul orașului. Clădirea stației sale datează din 1940.
La cutremurul din 26 iulie 1963 părți mari ale orașului au fost distruse, peste 1000 de oameni au murit. Clădirea de recepție a fost parțial conservată și este acum folosită ca muzeu pentru orașul Skopje. În cutremur, un tren care intră în gară a deraiat, provocând moartea a 20 de persoane. 

### Noua gară

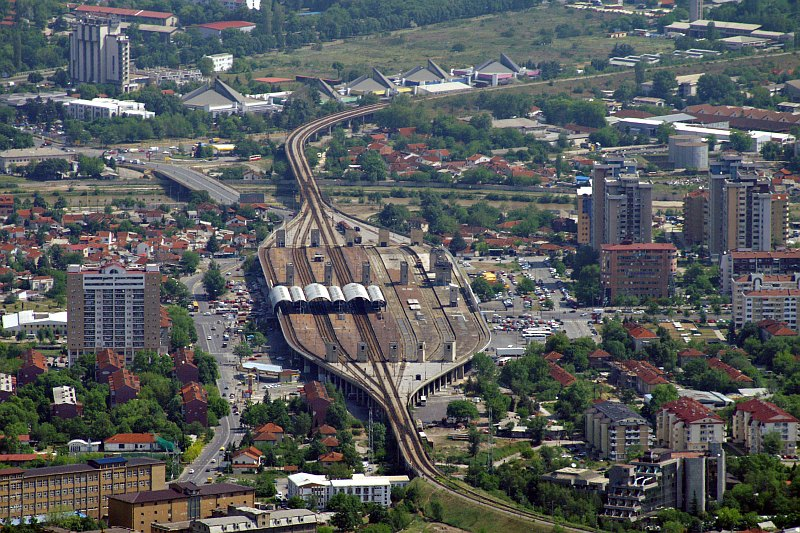
Gara Skopje văzută de pe muntele Vodno

După cutremur, stația de astăzi a fost proiectată ca o stație de trecere de către arhitectul japonez Kenzō Tange și finalizată în 1968. Acesta este situat la est de centrul orașului, pe un pod lung de aproximativ doi kilometri, care se intinde întâi pe Vadar când vine din nord și apoi se varsă în ceea ce a fost odată gara cu zece șine. Construcția este susținută de mulți stâlpi de beton și acoperită de o sală de platformă care a fost considerată futuristă în anii 1960.

## Stare
Astăzi stația se află într-o stare structurală slabă. O mare parte din iluminatul stației este defect și multe platforme sunt deteriorate, ceea ce duce la un aspect negativ. Gara este în prezent în curs de renovare.